# Czad na Mistrzostwach Świata w Lekkoatletyce 2011
Czad na Mistrzostwach Świata w Lekkoatletyce 2011 reprezentowany był przez dwóch zawodników.

## Występy reprezentantów Czadu

### Mężczyźni

#### Konkurencje biegowe
| Konkurencja  | Zawodnik         | Runda 1    | Runda 1 | Runda 2  | Runda 2 | Półfinał | Półfinał | Finał    | Finał   |
| Konkurencja  | Zawodnik         | Rezultat   | Pozycja | Rezultat | Pozycja | Rezultat | Pozycja  | Rezultat | Pozycja |
| ------------ | ---------------- | ---------- | ------- | -------- | ------- | -------- | -------- | -------- | ------- |
| Bieg na 100m | Abdouraim Haroun | 10,44 (PB) | 1 Q     | 10,72    | 45      |          |          |          |         |

### Kobiety

#### Konkurencje biegowe
| Konkurencja  | Zawodnik                     | Runda 1  | Runda 1 | Runda 2    | Runda 2 | Półfinał | Półfinał | Finał    | Finał   |
| Konkurencja  | Zawodnik                     | Rezultat | Pozycja | Rezultat   | Pozycja | Rezultat | Pozycja  | Rezultat | Pozycja |
| ------------ | ---------------------------- | -------- | ------- | ---------- | ------- | -------- | -------- | -------- | ------- |
| Bieg na 100m | Hinikissia Albertine Ndikert |          |         | 24,81 (PB) | 34      |          |          |          |         |